# Edi Steinemann
Eduard Steinemann, detto Edi (2 agosto 1906 – 28 giugno 1937), è stato un ginnasta svizzero.

## Palmarès

### Olimpiadi
- 2 medaglie:
  - 1 oro (Amsterdam 1928 nel concorso a squadre)
  - 1 argento (Berlino 1936 nel concorso a squadre)